# Kellie Suttle
Kellie Suttle (Estados Unidos, 9 de mayo de 1973) es una atleta estadounidense retirada especializada en la prueba de salto con pértiga, en la que consiguió ser subcampeona mundial en pista cubierta en 2001.

## Carrera deportiva
En el Campeonato Mundial de Atletismo en Pista Cubierta de 2001 ganó la medalla de plata en el salto con pértiga, con un salto por encima de 4.51 metros, siendo superada por la checa Pavla Rybová (oro con 4.56 metros que fue récord nacional) y empatada con la rusa Svetlana Feofanova.